# Aśvaghoṣa
Aśvaghoṣa (devanāgarī: अश्वघोष; Śāketa, 80 ? – 150 ?) è stato un monaco buddhista, poeta e filosofo indiano.

## La vita
Aśvaghoṣa (conosciuto in cinese come 馬鳴  Mǎmíng, e in giapponese come Memyō o Anabotei), originario di Śāketa (per altri Śrāvastī, oggi nell'Uttar Pradesh), è ritenuto il primo drammaturgo sanscrito e il maggiore poeta indiano dopo Kālidāsa.
Anche grazie ai frammenti di un manoscritto rinvenuto nel 1911, sono noti alcuni dati biografici. Sua madre si chiamava Suvarṇakṣī e la sua famiglia era brāhmanica.
Sebbene inizialmente non buddista, Aśvaghosa, il cui nome prima della conversione al buddismo era Durdharṣakāla, fu coinvolto in un dibattito presso l'università-monastero buddista di Nālandā con il maestro Pārśva che lo portò alla conversione religiosa, divenendo monaco buddista e discepolo dello stesso Pārśva. 
Fu consigliere religioso di Kaniṣka I, imperatore Kushan, che seguì come letterato di corte dopo che l'imperatore ebbe conquistato il Magadha. Partecipò, unitamente ad altri dotti monaci e sotto la supervisione di Vasumitra, alla stesura dell'importante commentario all'Abhidharma di scuola  sarvāstivāda denominato Abhidharma-mahāvibhāṣā-śāstra (anche Mahāvibhāṣā), oggi conservato nella sezione del Canone cinese denominata Pítánbù.  
Aśvaghoṣa è considerato "patriarca" (祖 zǔ) delle scuole del Buddismo cinese Tiāntái (天台宗) e Chán (禪宗).

## Le opere
(Aśvaghoṣa. Buddhacarita, Canto IV, 59-61)
Numerosi testi attribuiti a Aśvaghoṣa, sono arrivati sino a noi solo grazie a traduzioni tibetane o cinesi.
La sua importanza e notorietà, come autore è dovuta soprattutto al Buddhacarita ("Le gesta del Buddha", anche Buddhacarita-kāvya-sūtra), poema epico nel quale emerge un grande entusiasmo per la dottrina buddista e per la figura del Buddha Śākyamuni, manifestato attraverso un'arte espositiva raffinata.
Lo scrittore, in questa opera non disdegnò nemmeno la rappresentazione di scene profane, come ad esempio: descrizioni di vita di corte, immagini di amori, battaglie. 

Il testo sanscrito a noi pervenuto purtroppo è incompleto e mancante di quindici canti, il testo completo lo si riscontra invece nelle traduzioni cinese e tibetana.
Anche il poema Saundarānandākāvya ("Il poema di Sundari e Nanda"), è attribuito con contezza ad Aśvaghoṣa ed è dedicato alla vita del Buddha Śākyamuni e narra la conversione del fratellastro, Nanda, assumendo un tono apostolico.
Sempre di Aśvaghoṣa sembrerebbe essere il frammento finale del dramma Śāriputraprakaraṇa ("Il dramma di Śāriputra"), che ha come oggetto la conversione di Śāriputra e di Maudgalyāyana al Buddismo e che ci permette di definirlo il più antico drammaturgo indiano.
Le altre opere attribuite dalla tradizione buddista ad Aśvaghoṣa sono ritenute invece apocrife.
Così il Mahāyānaśraddhotpādaśāstra ("Risveglio della fede nel mahāyāna" anche Mahāyānâdhimuktyutpāda), nel quale l'autore approfondì tematiche metafisiche. Questa opera è conservata nel Canone buddista cinese (T.D. 1666.32.575b-583b)  con il nome 大乘起信論 (Dàshéng qǐxìn lùn, giapp. Daijō kishin ron). È da notare che la presenza di dottrine più tarde quali il tathāgatagarbha e  ālayavijñāna  pongono dei forti dubbi sull'effettiva attribuzione ad Aśvaghoṣa di questo testo, probabilmente appartiene ad un monaco omonimo del VI secolo. Oppure, con maggior probabilità, è opera di un anonimo cinese.
Divenuto consigliere religioso di Kaniṣka, re Kushan, gli avrebbe indirizzato il Mahārāja Kaniṣka lekha (La lettera al grande re Kaniṣka).
Nel Canone tibetano è conservato anche il Gurupañcaśika (tib. Bla-ma lmga-bcu-pa, Cinquanta stanze della devozione per il maestro) testo, sempre attribuito dalla tradizione ad Aśvaghoṣa, divenuto nel Buddismo tibetano un classico per descrivere il giusto comportamento di un discepolo buddista nei confronti del proprio maestro.